# 키리시

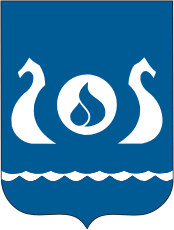
시 문장

키리시(러시아어: Ки́риши)는 러시아 레닌그라드주에 위치한 도시로, 인구는 55,634명(2002년 기준)이다. 상트페테르부르크(레닌그라드 주의 주도)에서 남동쪽으로 115km 정도 떨어진 곳에 위치하며 볼호프강과 접한다.
1693년 문헌에 처음 등장했고 1965년 시로 승격되었다.